# Papas auf Anfrage
Papas auf Anfrage (Originaltitel: Papás por encargo) ist eine mexikanische Dramedy-Serie, die von BTF Media für die Walt Disney Company umgesetzt wurde. Die Premiere der Serie fand in Mexiko am 13. Juli 2022 auf Disney+ statt. Im deutschsprachigen Raum erfolgte die Erstveröffentlichung der Serie durch Disney+ am 23. November 2022.

## Handlung
Zu ihrem dreizehnten Geburtstag erhält California ein unerwartetes Geschenk: den Schlüssel zu einem Van. Diesen erhält sie von ihrer Mutter Itzel, die bereits vor vielen Jahren auf rätselhafte Weise verschwunden ist, und California nun in Zacatecas wiedersehen will. Die drei Adoptivväter Miguel, Morgan und Diego von California sind zunächst nicht von diesen Plan begeistert, doch sie erkennen, dass es California glücklich machen würde. Nun heißt das Ziel: Mutter und Tochter wieder zusammenzuführen! Es beginnt eine ungewöhnliche familiäre Odyssee voller lustiger, emotionaler und herausfordernden Momenten, die in einen unvergesslichen Roadtrip quer durch Mexiko mit seinen verschiedenen Landschaften sowie seiner Kultur mündet. Diese Reise wird nicht nur bei allen Beteiligten einen bleibenden Eindruck hinterlassen, sondern sie werden auch an all den Herausforderungen wachsen und neue Erkenntnisse aus dieser mitnehmen.

## Besetzung und Synchronisation
Die deutschsprachige Synchronisation entstand nach den Dialogbüchern von Suni-Amelie Krix sowie unter der Dialogregie von Tom Sielemann durch die Synchronfirma Iyuno-SDI Group Germany in Berlin.

### Hauptdarsteller
| Rolle                         | Schauspieler     | Synchronsprecher |
| ----------------------------- | ---------------- | ---------------- |
| California Flores             | Farah Justiniani | Lana Finn Marti  |
| Miguel David Rosales Juárez   | Jorge Blanco     | Ricardo Richter  |
| Hernando „Morgan“ Jiménez     | Michael Ronda    | David Turba      |
| Diego Montero Castro          | Lalo Brito       | Roman Wolko      |
| Itzel Flores / Itzel Morrison | Fátima Molina    | Lina Rabea Mohr  |

### Nebendarsteller
| Rolle                    | Schauspieler            | Synchronsprecher  |
| ------------------------ | ----------------------- | ----------------- |
| California Flores (jung) | Valérie Camarena Ibarra | Victoria Glück    |
| Paulina Corona Ramos     | Karla Farfán            | Patrizia Carlucci |
| Emilio                   | Martín Castro           | Thoralf Theusner  |
| Riquezes                 | Alfonso Borbolla        | Asad Schwarz      |
| Gamboa                   | Daniel Haddad           | Marco Kröger      |
| Neto                     | Santiago Torres         | Tom Sielemann     |
| Don Patricio Sandoval    | Mauricio Isaac          | Alexander Doering |
| Tomás                    | Artús Chávez            | Kim Hasper        |

### Episodendarsteller
| Rolle            | Schauspieler          | Synchronsprecher  |
| ---------------- | --------------------- | ----------------- |
| Diana            | Marcia Coutiño        | Marieke Oeffinger |
| Hauswart         | Evaristo Valverde     | Stefan Gossler    |
| Mechaniker       | Tomihuatzi Xelhuantzi | Joachim Kaps      |
| Metzger          | Jorge Richards        | Gerrit Hamann     |
| Maricarmen       | Itatí Cantoral        | Giuliana Jakobeit |
| Gustavo          | Hernán Mendoza        | Uwe Büschken      |
| Polizist         | Estanislao Marín      | Oliver Bender     |
| Denisse Carrillo | Giovanna Reynaud      | Marie Hinze       |
| Santino          | Paulo Galindo         | Bernd Egger       |

### Gastdarsteller
| Rolle               | Schauspieler        | Synchronsprecher |
| ------------------- | ------------------- | ---------------- |
| Juan Pablo Villamil | Juan Pablo Villamil | Jonas Lauenstein |
| Simón Vargas        | Simón Vargas        | Fabian Hollwitz  |
| Martín Vargas       | Martín Vargas       | Tom Sielemann    |

## Episodenliste

### Staffel 1
| Nr. (ges.) | Nr. (St.) | Deutscher Titel | Originaltitel | Erstveröffentlichung (Mexiko) | Deutschsprachige Erstveröffentlichung (D/A/CH) | Regie          | Drehbuch                               |
| ---------- | --------- | --------------- | ------------- | ----------------------------- | ---------------------------------------------- | -------------- | -------------------------------------- |
| 1          | 1         | Das Geschenk    | El regalo     | 13. Juli 2022                 | 23. Nov. 2022                                  | Pato Safa      | Ana Sofía Clerici & Julio César Mármol |
| 2          | 2         | Die Rettung     | El rescate    | 13. Juli 2022                 | 23. Nov. 2022                                  | Javier Colinas | Ana Sofía Clerici                      |
| 3          | 3         | Das Geheimnis   | El secreto    | 13. Juli 2022                 | 23. Nov. 2022                                  | Pato Safa      | Ana Sofía Clerici                      |
| 4          | 4         | Die Schuld      | La culpa      | 13. Juli 2022                 | 23. Nov. 2022                                  | Javier Colinas | Ana Sofía Clerici                      |
| 5          | 5         | Die Rückkehr    | El regreso    | 13. Juli 2022                 | 23. Nov. 2022                                  | Pato Safa      | Ana Sofía Clerici                      |
| 6          | 6         | Die Suche       | La búsqueda   | 13. Juli 2022                 | 23. Nov. 2022                                  | Pato Safa      | Ana Sofía Clerici                      |
| 7          | 7         | Die Wendung     | El cambio     | 13. Juli 2022                 | 23. Nov. 2022                                  | Pato Safa      | Ana Sofía Clerici                      |
| 8          | 8         | Die Ankunft     | La llegada    | 13. Juli 2022                 | 23. Nov. 2022                                  | Javier Colinas | Ana Sofía Clerici                      |
| 9          | 9         | Der Feind       | El enemigo    | 13. Juli 2022                 | 23. Nov. 2022                                  | Javier Colinas | Ana Sofía Clerici                      |
| 10         | 10        | Das Ziel        | El destino    | 13. Juli 2022                 | 23. Nov. 2022                                  | Javier Colinas | Ana Sofía Clerici                      |

### Staffel 2
| Nr. (ges.) | Nr. (St.) | Deutscher Titel | Originaltitel | Erstveröffentlichung (Mexiko) | Deutschsprachige Erstveröffentlichung (D/A/CH) | Regie                    | Drehbuch                                          |
| ---------- | --------- | --------------- | ------------- | ----------------------------- | ---------------------------------------------- | ------------------------ | ------------------------------------------------- |
| 11         | 1         | —               | La vuelta     | 8. Nov. 2023                  | —                                              | Laura Marco & Max Zunino | Ana Sofía Clerici, Josh Candia & Karin Valecillos |
| 12         | 2         | —               | El nombre     | 8. Nov. 2023                  | —                                              | Laura Marco & Max Zunino | Ana Sofía Clerici, Josh Candia & Karin Valecillos |
| 13         | 3         | —               | Los amantes   | 8. Nov. 2023                  | —                                              | Laura Marco & Max Zunino | Ana Sofía Clerici, Josh Candia & Karin Valecillos |
| 14         | 4         | —               | La discordia  | 8. Nov. 2023                  | —                                              | Laura Marco & Max Zunino | Ana Sofía Clerici, Josh Candia & Karin Valecillos |
| 15         | 5         | —               | El corazón    | 8. Nov. 2023                  | —                                              | Laura Marco & Max Zunino | Ana Sofía Clerici, Josh Candia & Karin Valecillos |
| 16         | 6         | —               | La verdad     | 8. Nov. 2023                  | —                                              | Laura Marco & Max Zunino | Ana Sofía Clerici, Josh Candia & Karin Valecillos |
| 17         | 7         | —               | El hogar      | 8. Nov. 2023                  | —                                              | Laura Marco & Max Zunino | Ana Sofía Clerici, Josh Candia & Karin Valecillos |

## Soundtrack
Parallel zum Start der ersten Staffel erschien am 13. Juli 2022 ein sieben Titel umfassender Soundtracks. Bis auf die Lieder Vivo und Cerca handelt es sich dabei um Coverversionen, die neu arrangiert und von den Darstellern der Serie neu eingesungen wurden.

### Titelliste
| Nr.          | Titel                                                                | Originalinterpret       | Länge |
| ------------ | -------------------------------------------------------------------- | ----------------------- | ----- |
| 1.           | Amor se escribe con llanto (Jorge Blanco, Michael Ronda, Lalo Brito) | Los Guardianes del Amor | 3:05  |
| 2.           | Oye Mujer (Jorge Blanco, Michael Ronda, Lalo Brito)                  | Raymix                  | 3:53  |
| 3.           | Cómo te voy a olvidar (Jorge Blanco, Michael Ronda, Lalo Brito)      | Los Ángeles Azules      | 4:00  |
| 4.           | Si nos dejan (Jorge Blanco, Michael Ronda, Lalo Brito)               | José Alfredo Jiménez    | 3:07  |
| 5.           | Mientes tan bien (Jorge Blanco, Michael Ronda, Lalo Brito)           | Sin Bandera             | 3:33  |
| 6.           | Vivo (Jorge Blanco, Michael Ronda, Lalo Brito, Farah Justiniani)     |                         | 3:20  |
| 7.           | Cerca (Jorge Blanco, Michael Ronda, Lalo Brito, Farah Justiniani)    |                         | 2:48  |
| Gesamtlänge: | Gesamtlänge:                                                         | Gesamtlänge:            | 23:49 |